# Simon Barrett

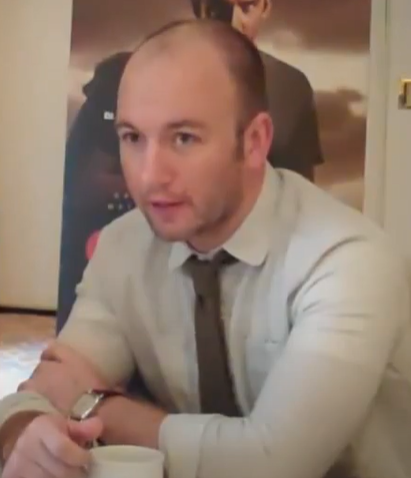
Simon Barrett (2014)

Simon Barrett (* 1978 in Columbia, Missouri) ist ein US-amerikanischer Schauspieler, Drehbuchautor, Regisseur und Filmproduzent. Er arbeitet oft mit Adam Wingard zusammen.

## Leben
Barrett begann seine Karriere mit dem Kurzfilm The Nothing Deal, bei dem er für Drehbuch, Regie, Produktion, Kamera und Schnitt verantwortlich war. Gemeinsam mit Scott Clevenger schrieb er das Drehbuch für den 2004 umgesetzten Horrorfilm Frankenfish. Mit Regisseur Alex Turner arbeitete er an den Horrorfilmen Dead Birds (2004) und Red Sands (2009). 2010 arbeitete Barrett erstmals mit Adam Wingard für den A Horrible Way to Die – Liebe tut weh zusammen. Im Jahr darauf folgte mit You’re Next die nächste Zusammenarbeit der beiden. Ebenfalls 2011 entstanden die Filme Autoerotic (Regie: Adam Wingard und Joe Swanberg) und What Fun We Were Having (Regie: Adam Wingard).
2012 schrieb Barrett das Drehbuch für eine Episode von Wingards The ABCs of Death. An zwei Episoden des Found-Footage-Horrorfilms V/H/S – Eine mörderische Sammlung war er als Drehbuchautor und Schauspieler beteiligt. Bei der Fortsetzung des Films, S-VHS aus dem Jahr 2013, verfasste Barrett für zwei Episoden das Drehbuch und führte bei einer auch Regie.
Für The Guest arbeitete Barrett 2014 erneut mit Adam Wingard zusammen. 2016 schrieb er zu Wingards Blair Witch ebenfalls das Drehbuch.

## Filmografie (Auswahl)
Schauspiel
- 2009: Red Sands
- 2009: Texas 1960 (Kurzfilm)
- 2010: A Horrible Way to Die – Liebe tut weh (A Horrible Way to Die)
- 2011: You’re Next
- 2012: The ABCs of Death (Episode „Q is for Quack“)
- 2012: V/H/S – Eine mörderische Sammlung (V/H/S; Episode „Tape 56“)
- 2012: All the Light in the Sky
- 2013: S-VHS (Episode „Tape 49“)
- 2013: Contracted
- 2013: 24 Exposures
- 2014: The Last Survivors
- 2014: ABCs of Death 2 (Episode „A“)
- 2016: Always Shine
- 2017: The Day That Broke

Drehbuch
- 2000: The Nothing Deal (Kurzfilm)
- 2004: Dead Birds
- 2004: Frankenfish (Fernsehfilm)
- 2009: Red Sands
- 2010: A Horrible Way to Die – Liebe tut weh (A Horrible Way to Die)
- 2011: You’re Next
- 2011: Autoerotic
- 2011: What Fun We Were Having
- 2012: The ABCs of Death (Episode „Q is for Quack“)
- 2012: V/H/S – Eine mörderische Sammlung (V/H/S; Episoden „Tape 56“, „The Sick Thing That Happened to Emily When She Was Younger“)
- 2013: S-VHS (Episoden „Phase I Clinical Trials“, „Tape 49“)
- 2014: The Guest
- 2016: Temple
- 2016: Blair Witch
- 2021: Seance
- 2021: V/H/S/94 (Episode „The Empty Wake“)
- 2024: Azrael
- 2024: Godzilla × Kong: The New Empire

Regie
- 2000: The Nothing Deal (Kurzfilm)
- 2009: The Screenwriter Diaries (Kurzfilm)
- 2013: S-VHS (Episode „Tape 49“)
- 2021: Seance
- 2021: V/H/S/94 (Episode „The Empty Wake“)

Produktion
- 2000: The Nothing Deal (Kurzfilm)
- 2009: The Screenwriter Diaries (Kurzfilm)
- 2010: A Horrible Way to Die – Liebe tut weh (A Horrible Way to Die)
- 2011: You’re Next